# Quero (Venetien)
Quero ist eine Fraktion und Gemeindesitz der italienischen Gemeinde (comune) Setteville in der Provinz Belluno, Region Venetien. 

## Geographie
Quero liegt am östlichen Hang des Grappa-Massivs, über dem Tal des Flusses Piave auf der orographischen rechten Talseite, wo der Sturzbach Tegorzo mündet, etwa 11 Kilometer südöstlich der Stadt Feltre auf einer Höhe von 288 m. s. l. m.

## Geschichte
Die Geschichte Queros ist mit ihrer geografischen Lage im Piave-Tal zwischen der Bergregion um Belluno und der Trevisaner Ebene verknüpft, das Dorf war häufig Grenzort und von einiger strategischer Bedeutung.
Die erste Besiedlung der Gegend datiert wahrscheinlich schon in römischer Zeit, wie der Fund einiger römischer Grabsteine bezeugt, aber auch die Anlage des Dorfes lässt an eine römische Gründung denken. Plinius der Ältere erwähnt die Quarqueni, die möglicherweise mit den Einwohnern der Gegend identifiziert werden können.
Etwa ab der zweiten Hälfte des 10. Jahrhunderts gehörte Quero zu Treviso und teilte dessen historisches Schicksal: die Kämpfe zwischen verschiedenen Signorien im 13. Jahrhundert, die Herrschaft der Scaliger aus Verona 1319–1338 und die der Republik Venedig 1339–1381. Unter den Venezianern wurde 1376 die Festung Castelnuovo errichtet, ein wichtiges Bollwerk in strategischer Position über Straße und Fluss. Während des Großen Venezianerkrieges (1508–1511) zwischen der Republik Venedig und der Liga von Cambrai war Castelnuovo di Quero mehrfach hart umkämpft. 1511 musste sich der Kommandant der Festung, Hieronymus Ämiliani, der französischen Übermacht beugen und kapitulierte.
Erst 1810 gelangte Quero zum Dipartimento del Piave mit Sitz in Belluno im neu gegründeten Italienischen Königreich.
Im 20. Jh. haben die Weltkriege dem Dorf schwer zugesetzt. Im Ersten Weltkrieg war der Piave zeitweise Frontlinie, der Ort wurde während der Piaveschlachten beinahe vollständig zerstört. Während des Zweiten Weltkriegs wurde der Ortsteil Schievenin im September 1943 als Vergeltungsmaßnahme gegen italienische Partisanen von der deutschen Wehrmacht niedergebrannt und geplündert.
Am 28. Dezember 2013 schloss sich Quero mit der Gemeinde Vas zur Gemeinde Quero Vas zusammen. Zum ehemaligen Gemeindegebiet gehörten die Fraktionen Carpen, Santa Maria, Cilladon, Schievenin und Prada.

## Wirtschaft
Etwa ab dem 14. Jh. entstand neben der Landwirtschaft an dem Wildbach Tegorzo die Textilproduktion, namentlich die Wollspinnerei, die bis ins 18. Jahrhundert ein wichtiger Erwerbszweig für das Dorf war. Heute werden in Quero Brillen und Lampen produziert; der Tourismus in der für Bergtouren reizvollen Gegend ist ein weiterer Wirtschaftsfaktor der Gemeinde.

## Sehenswürdigkeiten
Die klassizistische Pfarrkirche Santa Maria Annunziata des Feltriner Architekten Sebastiano De Boni (1736–1835) birgt Teile eines großen Barocktabernakels und Gemälde von Giuseppe (Salviati) Porta (1520–1570) und von Jacopo Palma dem Jüngeren (1548–1628).

In Quero befindet sich außerdem das Ossarium von Quero, ein deutscher Soldatenfriedhof für die rund 4000 in den Piaveschlachten gefallenen deutschen Soldaten.

Oberhalb von Schieventin bei dem Ort Prada befinden sich die „Schlösser von Prada“, bekannte Felsformationen.

## Gastronomie
Ein typisches Gericht der Gegend von Quero ist polenta e s’cioss, Polenta mit Schnecken und Steinpilzen. 